# Странные игры
«Странные игры» — советская и российская рок-группа из Ленинградского рок-клуба, появившаяся в Ленинграде в 1982 году. Берёт начало с 1979 года. Приобрела популярность благодаря оригинальному для того времени стилю — ска, не особенно распространённому в СССР, с примесью регги и новой волны, а также необычному концертному образу и исполнению песен на стихи зарубежных (чаще всего — французских) и некоторых русских поэтов. В 1980-е годы группа тесно сотрудничала с Сергеем Курёхиным. В 1986 году группа распалась на два коллектива — «АВИА» и «Игры». В 1990-е и 2000-е годы группа спорадически собиралась для единичных выступлений.

## История
Группа была основана Александром Давыдовым, который ещё в студенческие годы занимался самодеятельностью. В составе группы «Рубиновый дождь» он познакомился с Виктором Сологубом, который в то время был гитаристом группы «Нижний бьеф». Результатом знакомства стала безымянная на то время группа, в состав которой, помимо Сологуба и Давыдова (которые оба стали гитаристами и вокалистами), вошли: басист Евгений Смелков, клавишник Владимир Сайко, саксофонист Сергей «Джеки» Перминов, и барабанщик Виктор Васильев. Образованный коллектив, уже начав репетиции, долго не мог определиться с названием, так на раннем этапе коллектив сменил множество названий, таких как «Сахарные трубочки», «Spartak», «Пряник». После интенсивных репетиций коллектив участвовал на рок-фестивале в эстонском городе Тарту и дал несколько концертов в Ленинграде. Однако коллектив быстро распался после гастролей по южным курортам, где музыканты пытались заработать на инструменты и аппаратуру.
К концу 1981 года у группы был сформирован новый состав, состоящий из устоявшегося «костяка»: Виктора Сологуба, который стал бас-гитаристом, и Александра Давыдова, а также присоединившегося к ним брата Виктора — Григория Сологуба, саксофониста Алексея Рахова, а также клавишников Николая Гусева и Николая «Кроки» Куликовских. Последний играл с Давыдовым ещё в «Рубиновом дожде». Барабанщика им поначалу найти не удавалось: за барабанами, не задерживаясь дольше, чем на две-три репетиции, промелькнуло несколько человек: Шариф Абдула (позднее «Пикник»), снова Виктор Васильев («Пилигрим»).
Под названием «Группа Александра Давыдова» вступила в рок-клуб и дебютировала на новогоднем вечере в Ленинградском политехническом институте. Весной следующего, 1982 года, группа сменила своё название на «Странные игры», которое впоследствии закрепилось.
Первое выступление «Странных игр» состоялось после полугодовых репетиций 6 марта 1982 года. За барабанами тогда сидел Валерий Кирилов. Тогда группа выступила в Клубе современной музыки в Дворце культуры имени Ленсовета на разогреве у уже известного коллектива «Аквариум». По воспоминаниям Гребенщикова и Гаккеля, коллектив дебютировал с большим успехом и затмил своей программой выступление «Аквариума».
После Кирилова пост барабанщика чуть было не занял Георгий «Густав» Гурьянов, но лишь к маю должность барабанщика окончательно получил универсальный Александр Кондрашкин.
В 1983 году группа записывает дебютный альбом — «Метаморфозы», с которым добилась определённой популярности не только в Ленинграде, но и в других советских городах. Треклисты ленинградского и московского издания альбомов заметно отличались последовательностью композиций.
В апреле 1984 года по причине творческих разногласий коллектив покидают Николай Куликовских и Александр Давыдов. Последний объяснял причину ухода так: «Мне надоело шутить по поводу смеха». Через два месяца Давыдов умер. Тем не менее группа продолжила свою гастрольную деятельность, усилив состав тромбонистом Николаем Ольшевским.
Параллельно возник дочерний коллектив — группа рок-н-ролльного возрождения «Стандарт», исполнявшая классику зарубежного рок-н-ролла. В состав «Стандарта» входили почти все музыканты «Странных игр», кроме Виктора Сологуба — его заменял контрабасист Илья Нарет. Также в составе дочернего коллектива фигурировал флейтист и саксофонист Евгений Жданов, ранее игравший в группах «Аргонавты» и «Барокко», а позднее вошедший в состав «АВИА». Солистом был Николай Гусев. В отличие от «Странных игр», «Стандарт» не оставил после себя альбомов, а идеи коллектива реализовались в сольном альбоме Гусева «Исправленному — верить!».
В 1985 году группа записывает последний альбом — «Смотри в оба», который через год выходит в свет. К тому времени группа прекращает существование, а бывшие участники создают две новых группы — «АВИА» (Гусев, Рахов, Кондрашкин) и «Игры» (братья Сологубы).
К десятилетнему юбилею группа была реанимирована и дала серию концертов, один из которых и был показан в Программе «А».
Начиная со второй половины 1990-х годов ветераны «Странных игр» Виктор Сологуб и Алексей Рахов создали брейкбит-проект «Deadушки».
28 октября 2008 была запланировано выступление группы в московском клубе «Проект ОГИ», но концерт был отменён из-за болезни Григория Сологуба, который скончался 27 февраля 2009 года в Санкт-Петербурге.
Группа продолжает своё существование, ведёт концертную деятельность. В 2013 году Григория Сологуба заменил его племянник Филипп.

## Дискография

### Студийные альбомы
- Метаморфозы (АнТроп, 1983; Manchester, MC, 1996)
- Смотри в оба (АнТроп, 1986; Фирма Мелодия, LP, 1988, тираж — 310 439 экз.[7])

### Концертные записи
- I фестиваль рок-клуба (1983)
- Концерт в Москве (1983)
- Концерт в Ленэнерго. Часть I (1984)
- II фестиваль рок-клуба (1984)
- Концерт в Ленэнерго. Часть II (1985)
- Странные игры в VILD SIDE-клубе (1996)

### Участие в сборниках
- Red Wave (Big Time, 2 LP, 1986)
- Настройся на лучшее. Часть1 (Jam Music Group: JSP)
- Звуки Северной столицы (Moroz Records, 1995)

## Нынешний состав группы
- Виктор Сологуб — вокал, бас-гитара, гитара (с 1979)
- Алексей Рахов — саксофон, вокал (с 1981)
- Николай Гусев — клавишные, вокал (с 1982)
- Игорь Черидник — ударные (с 1992)
- Филипп Сологуб — гитара, вокал (с 2011)

## Бывшие участники
- Александр Давыдов — вокал, гитара (1979—1984)†
- Евгений Смелков — бас-гитара (1979—1980)
- Владимир Сайко — клавишные (1979—1980)
- Сергей «Джеки» Перминов — саксофон (1979—1980)
- Виктор Васильев — ударные (1979—1981)
- Николай Куликовских — клавишные (1981—1984)
- Григорий Сологуб — вокал, гитара, бас-гитара, губная гармоника, аккордеон (1981—2009)†
- Валерий Кирилов — ударные (1982)†
- Георгий «Густав» Гурьянов — ударные (1982)†
- Александр Кондрашкин — ударные (1982—1985)†
- Илья Нарет — бас-гитара, контрабас (1984—1985) (как участник группы «Стандарт»)
- Евгений Жданов — флейта, саксофон (1984—1985) (как участник группы «Стандарт»)
- Николай Ольшевский — тромбон, труба (1985)†